# 大成大手町ビル
大成大手町ビル（たいせいおおてまちビル）は、東京都千代田区大手町の一角にある超高層ビル。

## 概要
前身は佐藤功一が設計を手かげ、1932年に竣工した7階建ての日清生命保険の本社屋「日清生命館」であり、建物は印象的な時計塔とともに人々に長く親しまれた。日清生命は野村財閥傘下の東京生命保険が吸収したため、日清生命館は1941年に野村合名の所有となり、名称も丸ノ内野村ビルディングと改められた。
戦後の財閥解体の折には、野村銀行から商号を変更した大和銀行が承継。建物は長らく同行東京営業部・東京本部として使われた。バブル期の1990年前後に、大和銀行と東京生命保険の共同出資により超高層ビルへの建て替え計画が浮上。丸の内野村ビルと東京大和ビルの跡地に、1994年2月、27階建て超高層ビル「東京生命大手町野村ビル」が竣工。次いで、1997年1月、北側に全面ガラスで覆われた玄関ホールとなるアトリウムのほか、アトリウムの前面に川上喜三郎の作品などがある公開空地の整備が完了している。
ビルは地下1階で地下鉄に直結している他、屋上には緊急発着用のヘリポートを設置。加えて地域冷暖房設備も有している。なお、当ビルの開発には野村不動産が関与していないものの、旧野村財閥のつながりから野村證券や野村ホールディングスが大手町本社の一部として入居している。
設計にあたって、発注者の大和銀行と東京生命から外観の一部を保存できないかと強い要望が示され、また東京都からも旧建物外観の重要な部分（時計塔や尖塔、列柱）の外郭を保存したいとの要請があった。これを受け、設計を担った大成建設は、全銀協および東京銀行協会本部が入居する東京銀行協会ビルディング（1993年竣工。2016年解体）と同様に、低層部に旧建物のファサードをはめ込んで意匠を継承する手法を採り、時計台も日清生命館とほぼ同じ位置に設置した。
2000年に共同保有者の東京生命が有価証券含み損の処理原資に充てるため、新橋の本社ビル（現：内幸町平和ビル）と当ビルを売却したため、名称は「大手町野村ビル」に改められた。
2003年には大和銀行があさひ銀行と合併してりそな銀行が発足。旧大和銀東京営業部はりそな銀大手町営業部と衣替えした。りそなショック後に同営業部は、りそな・マルハビルに位置した東京営業部に移転集約となった。これによって、りそな銀の大口融資先で、同行OBが経営にかかわる不動産会社が所有していた当ビルの信託受益権は、2004年に三井不動産が出資する特別目的会社に売却されている。
2022年3月24日に大成建設、芙蓉総合リース、日本政策投資銀行の3社は、サンアローズ・インベストメントが設立した大手町二丁目都市開発特定目的会社への優先出資を通して、当ビルの区分所有（ビル全体に対する持分割合約57%）にかかる信託受益権を取得、2023年4月28日に持分割合約26%を追加取得し、合わせて持分割合約83%となったと発表されている。

## テナント
高層部の25階から27階にはフィットネスクラブが入居し、26階にはプールが設置されている。フィットネスクラブは当初、東京生命のグループ会社による運営だったが、同生命の不採算事業からの撤退を受け、コナミスポーツ&ライフが買収した。これによって、フィットネスクラブはコナミスポーツのフラッグシップ店舗「グランサイズ コナミスポーツクラブ大手町」となった。
りそな銀行大手町営業部撤退後の空きフロアには、2004年にパソナが本社機能を移転。加えて、2005年には地下2階の金庫室を改装して、ソニーやキヤノンなど約30社が出資して発足した転職支援会社の「関東雇用創出機構」とパソナの運営による地下農場「アーバン・ファーム」が開設された。アーバン・ファームでは就農研修等を行い、生産した野菜などをビル内の食堂に供給していた。
2009年末に、パソナは呉服橋の旧大和証券グループ本社ビル（現：パソナグループ本部ビル）へ転出。またアーバンファームも2017年5月で事業を終了した。
大手町1丁目の自社ビルを2003年に売却し、その後も賃借で入居を続けていた三井生命保険が、2009年に当ビルの56.9％にあたる区分所有権の信託受益権を取得、翌年1月に本社を当ビルへ移転した。なお、三井生命は本社管理部門を2013年11月、江東区青海のダイバーシティ東京オフィスタワーに集約した。これに伴い、当ビルには営業部門のみが残置した。
7階には2005年4月より読売ジャイアンツの球団事務所が置かれたが、読売新聞ビルの竣工に伴い2014年1月に移転した。
地下テナント部には喫茶店のプロント、セブンイレブン、大手町野村ビルデンタルクリニックが入る。